# Xanthocalanus dilatus
Xanthocalanus dilatus is een eenoogkreeftjessoort uit de familie van de Phaennidae. De wetenschappelijke naam van de soort is voor het eerst geldig gepubliceerd in 1962 door Grice.